# Dyrines
Dyrines là một chi nhện trong họ Trechaleidae.